# Paraphoxus simplex
Paraphoxus simplex är en kräftdjursart. Paraphoxus simplex ingår i släktet Paraphoxus och familjen Phoxocephalidae. Inga underarter finns listade i Catalogue of Life.